# Plasnica
Plasnica (Macedonisch: Пласница, Turks: Plasnitsa) is een gemeente in Noord-Macedonië.
Plasnica telt 4545 inwoners (2002). De oppervlakte bedraagt 54,44 km², de bevolkingsdichtheid is 83,5 inwoners per km². De ruime meerderheid van de bevolking (97,8%) behoort tot de Turkse minderheid van Macedonië. Plasnica en Centar Župa zijn de enige twee gemeenten met een Turkse meerderheid.